# Молат
Мо́лат (хорв. Molat, итал. Melada) — остров в Адриатическом море, в центральной части Хорватии, к северо-западу от города Задар. На острове расположен одноимённый посёлок.

## География

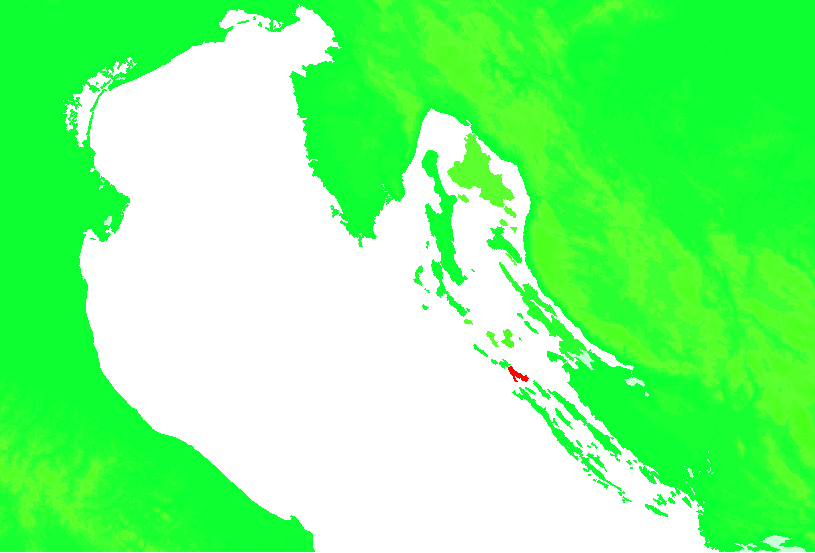
Карта острова Молат

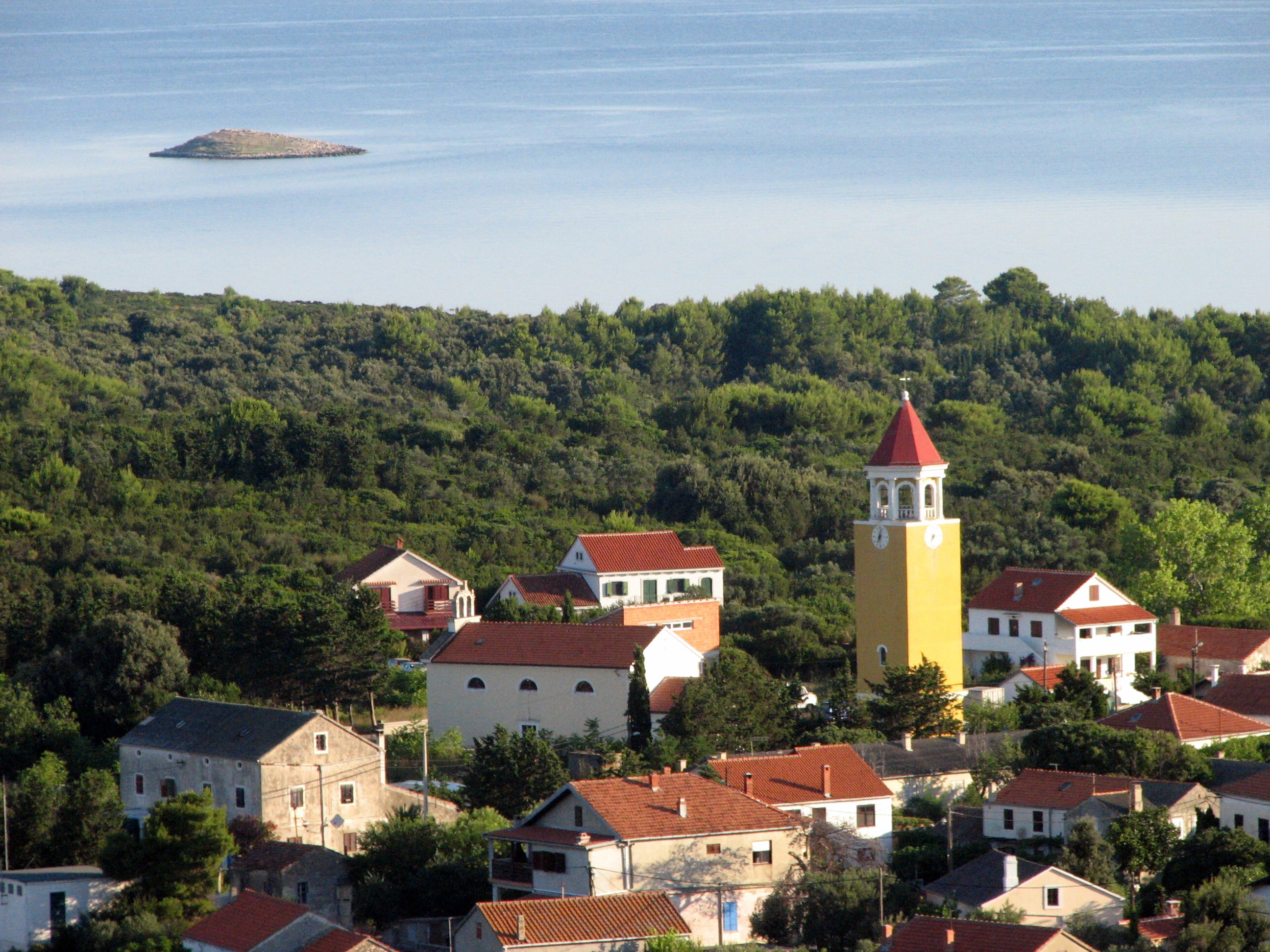
Посёлок Молат

Площадь острова — 22,82 км², население — 207 человек (2001 г.). Наивысшая точка острова — холм Книжак (148 м), длина береговой линии — 48 км. К югу от Молата находится северная оконечность острова Дуги-Оток, к юго-востоку расположены острова Сеструнь и Зверинац, к северу от Молата лежит остров Ист, отделённый от Молата узким проливом Запунтель и далее на север — острова Силба и Олиб.
Остров сложен известняковыми породами, северо-восточный берег низкий, характеризуется большим количеством бухт и пещер. Юго-западная сторона острова намного более обрывиста. Остров образован двумя известняковыми хребтами, соединяющимися в северной части острова и формирующими в южной части обширную бухту Бргуле. Большая часть Молата покрыта молодыми лесами и подлеском.
Молат связан регулярными паромными рейсами с Задаром.

## История
В 1151 году остров Молат стал собственностью Задарского бенедиктинского монастыря. С начала XV века остров, как и всё адриатическое побережье, перешёл под контроль Венеции, которая отдала Молат в аренду нескольким богатым задарским родам. С 1941 по 1943 год на острове располагался итальянский концентрационный лагерь.

## Население
Население острова по данным переписи населения 2001 года составляет 207 человек, почти всё сосредоточено в трёх небольших посёлках — Молат, Бргуле и Запунтель. Население занято сельским хозяйством, овцеводством, рыболовством и туристическим сервисом.